# 심의식
심의식(心意識)은 심(心) · 의(意) · 식(識)의 세 낱말을 합친 복합어이다.
- 심(心)은 산스크리트어 치타(citta)의 번역어로 질다(質多)라고도 음역하며, 집기(集起)를 뜻한다.
- 의(意)는 산스크리트어 마나스(manas)의 번역어로 말나(末那)라고도 음역하며, 사량(思量)을 뜻한다.
- 식(識)은 산스크리트어 비즈냐나(vijñāna)의 번역어로 비야남(毘若南)이라고도 음역하며, 요별(了別)을 뜻한다.

집기(集起)는 마음(6식 또는 8식, 즉 심왕, 즉 심법)이 마음작용(심소법)을 비롯한 신(身) · 구(口) · 의(意) 3업(三業)을 쌓고 일으키는 측면 또는 능력이 있는 것을 말한다. 사량(思量)은 마음(6식 또는 8식, 즉 심왕, 즉 심법)이 과거, 즉 이전까지 쌓은 원인을 바탕으로 현재의 인식 대상 또는 마음작용 대상에 대해 이모저모로 생각하고 헤아리는 측면 또는 능력이 있는 것을 말한다. 요별(了別)은 마음(6식 또는 8식, 즉 심왕, 즉 심법)이 사량(思量)을 바탕으로 현재의 인식 대상 또는 마음작용 대상에 대해 '아는 것'을 말한다. 예를 들어, 파란색이 소리가 아니라 색깔인줄 알며 나아가 노란색이 아니라 파란색인줄 아는 것을 말한다.
마음(6식 또는 8식, 즉 심왕, 즉 심법)의 심(心) · 의(意) · 식(識)의 측면 또는 능력에 대한 사상인 심의식 사상(心意識思想)에서의 견해 차이는 부파불교와 대승불교를 구별짓는 주요 사상적 측면들 중의 하나이다.

## 개요
심(心)은 산스크리트어 치타(citta)의 번역어로 '신 · 구 · 의 3업(三業)을 쌓고 일으킨다'는 뜻의 집기(集起)를 뜻하고,
의(意)는 산스크리트어 마나스(manas)의 번역어로 '과거에 쌓은 원인, 즉 업에 바탕하여 생각하고 헤아린다'는 뜻의 사량(思量)을 뜻하며,
식(識)은 산스크리트어 비즈냐나(vijñāna)의 번역어로 '대상을 안다'는 뜻의 요별(了別)을 뜻한다.
예를 들어, "야! 이 OST 정말 아름다운데! 어떤 가수가 불렀을까? 음원을 어디에서 구할 수 있을까? 인터넷에서 검색해서 찾아보고 음원구입처에서 다운로드를 받아야겠다"라고 할 때, 그 OST가 아름답다고 아는 것은 요별(了別), 즉 마음(6식 또는 8식, 즉 심왕, 즉 심법)의 요별작용 또는 요별능력이고, 가수가 누군지 그리고 음원을 어디서 구할 수 있을지 생각하는 것은 사량(思量), 즉 마음(6식 또는 8식, 즉 심왕, 즉 심법)의 사량작용 또는 사량능력이고, 검색과 다운로드를 해야겠다고 마음먹는 것(즉, 의지를 가지는 것)과 실제로 몸과 마음을 움직여 인터넷 검색을 행하고 음원을 다운로드 받는 것은 집기(集起), 즉 마음(6식 또는 8식, 즉 심왕, 즉 심법)의 집기작용 또는 집기능력이다.
크게 보면, 심의식(心意識), 즉 심(心) · 의(意) · 식(識)은 모두 마음(6식 또는 8식, 즉 심왕, 즉 심법)과 관련된 것이므로, 심의식(心意識)이라고 통칭하여 칭할 때나 심(心) · 의(意) · 식(識) 개별로 칭할 때나 모두 마음(6식 또는 8식, 즉 심왕, 즉 심법)을 가리킨다고 할 수 있다.
하지만 세부적으로는 심(心) · 의(意) · 식(識)의 개별에 대하여 이들이 구체적으로 마음(6식 또는 8식, 즉 심왕, 즉 심법)의 어떤 면을 가리키는가에 대해서는 부파불교와 대승불교 간에 견해 차이가 있으며, 또한 이렇게 차이가 나는 대승불교의 견해에서도 다시 차이가 있다. 그럼에도 불구하고, 심(心)이 집기(集起)를 뜻하고, 의(意)가 사량(思量)을 뜻하고, 식(識)이 요별(了別)을 뜻한다는 것에는 부파불교와 대승불교 모두가 의견을 같이 하고 있다. 다시 말하면, 마음(6식 또는 8식, 즉 심왕, 즉 심법)에 집기, 사량, 요별의 작용 또는 측면이 갖추어져 있다는 것에는 모두가 견해를 같이 하지만, 마음(6식 또는 8식, 즉 심왕, 즉 심법)의 어떤 작용 또는 측면을 집기라고 하고 사량이라고 하고 요별이라고 하는 가에 대해서는 의견이 갈린다.

## 심: 집기
집기(集起)는 심의식(心意識) 가운데 심(心)의 산스크리트어 원어인 치타(citta)를 뜻에 따라 번역한 것이다. 치타(citta)의 어원인 치트(cit)는 '생각하다, 이해하다'의 뜻이지만, 다시 이것은 '쌓다'라는 뜻의 치(ci)에서 유래한 것으로, 이 본래의 어원에 따라 '집기(集起)'라고 번역한 것이다.
집기(集起)라는 한자어의 문자 그대로의 뜻은 '쌓고 일으킨다'로, 마음(6식 또는 8식, 즉 심왕, 즉 심법)이 마음작용(심소법)을 비롯한 신(身) · 구(口) · 의(意) 3업(三業)을 쌓고 일으킨다는 것을 말한다. 달리 말하면, 마음(6식 또는 8식, 즉 심왕, 즉 심법)은 몸과 말과 마음을 사용하여 원인을 쌓으며 또한 이렇게 쌓은 원인을 바탕으로 행위를 일으키는 능력 혹은 측면을 지니고 있는데, 이러한 능력과 그 작용을 통칭하여 집기(集起)라고 한다.

## 의: 사량
사량(思量)은 심의식(心意識) 가운데 의(意)의 산스크리트어 원어인 마나스(manas)를 뜻에 따라 번역한 것이다. 마나스(manas)의 어근인 만(man)은 '생각하다'의 뜻으로 이에 따라 '사량(思量)'이라 번역한 것이다.
사량(思量)이라는 한자어의 문자 그대로의 뜻은 '생각하고 헤아린다'로, 마음(6식 또는 8식, 즉 심왕, 즉 심법)은 전찰나의 의근(意根), 즉 바로 직전까지 집기(集起)했던 행위의 총체, 즉 바로 직전까지의 마음(6식 또는 8식, 즉 심왕, 즉 심법), 즉 바로 직전까지 축적된 모든 경험을 토대로 현재의 인식 대상 또는 마음작용 대상에 대해 이모저모로 생각하고 헤아리는 능력 또는 측면을 지니고 있다는 것을 말하며, 이러한 능력과 그 작용을 통칭하여 사량(思量)이라고 한다.

## 식: 요별
요별(了別)은 심의식(心意識) 가운데 식(識)의 산스크리트어 원어인 비즈냐나(vijñāna)를 뜻에 따라 번역한 것이다. 비즈냐나(vijñāna)는 '다르게 알다'라는 뜻의 비즈냐(vijñā)에서 유래한 낱말로 이에 따라 '요별(了別)'이라 번역한 것이다.
요별(了別)이라는 한자어의 문자 그대로의 뜻은 '분명하게 분별한다'로, 대상을 분명하게 구별하여 인식(認識: 사물을 분별하고 판단하여 앎)하는 것을 말한다. 즉 요별(了別)은 대상을 아는 것, 즉 앎을 말하는 것으로, 마음(6식 또는 8식, 즉 심왕, 즉 심법)은 사량(思量: 생각하고 헤아림)을 바탕으로 현재의 인식 대상 또는 마음작용 대상에 대해 아는 능력 또는 측면 또는 분별하는 능력 또는 측면, 즉 지식의 능력 또는 측면을 지니고 있다는 것을 말한다.
예를 들어, 마음(6식 또는 8식, 즉 심왕, 즉 심법)은 파란색이 소리가 아니라 색깔인 줄 아는 능력과 파란색이 노란색과는 다른 색깔인 줄 아는 능력을 지니고 있으며, 다른 예로는, 도가 색깔이 아니라 소리인 줄 아는 능력과 도가 레와는 다른 소리(음정, 음높이)인 줄 아는 능력을 지니고 있는데, 이러한 능력과 그 작용을 통칭하여 요별(了別: 아는 것, 지식)이라고 한다.

## 불교 전통에서의 심의식

### 초기불교
심(心) · 의(意) · 식(識)이라는 낱말은 초기불교 경전인 《잡아함경》에서 사용되고 있다. 《잡아함경》에 수록된 고타마 붓다의 설법에는, 마음을 심(心) · 의(意) · 식(識)이라는 3가지 명칭을 사용하여 가리키기도 하고 또한 6식(六識)에 대해서도 언급하고 있다. 하지만 심(心) · 의(意) · 식의 차별성을 명확히 설명하거나 또는 이들의 차별성이 명확히 드러나 있는 설법이 없기 때문에, 《잡아함경》 자체에 의해서는 그 차이를 분명히 구별 할 수가 없다. 다만, 심(心) · 의(意) · 식(識)의 3가지가 서로 이름은 다르지만 그 본질[體, 性]은 하나라는 것만은 확인할 수 있다.
《잡아합경》에서 심(心) · 의(意) · 식(識)이라는 낱말이 사용되고 있는 소경(小經)들로는 다음과 같은 경들이 있다.
- 《잡아함경》 제2권 제35경 〈3정사경(三正士經)〉[10][11]
- 《잡아함경》 제23권 제604경 〈아육왕경(阿育王經)〉[12][13]
- 《잡아함경》 제33권 제930경 〈자공경(自恐經)〉[14][15]
- 《잡아함경》 제39권 제1086경 〈마박경(魔縛經)〉[16][17]

위의 경들 중 〈자공경(自恐經)〉에서는 고타마 붓다는 다음과 같이 심(心) · 의(意) · 식(識)을 언급하고 있다.
佛告摩訶男。汝亦如是。若命終時。不生惡趣。終亦無惡。所以者何。汝已長夜修習念佛．念法．念僧。若命終時。此身若火燒。若棄塚間。風飄日曝。久成塵末。而心意識久遠長夜正信所熏。戒．施．聞．慧所熏。神識上昇。向安樂處。未來生天。　時。摩訶男聞佛所說。歡喜隨喜。作禮而去。

고타마 붓다는 마하남에게 말하였다. 너도 그와 같아서, 목숨을 마친 뒤에도 악취(惡趣: 나쁜 곳, 즉 5악취)에 태어나지 않을 것이요, 끝끝내 나쁜 일이 없을 것이다. 왜냐하면 너는 오랫동안 염불(念佛: 불을 염함, 6념, 8념, 10념의 하나) · 염법(念法: 법을 염함, 6념, 8념, 10념의 하나) · 염승(念僧: 승가를 염함, 6념, 8념, 10념의 하나)의 수행을 닦고 익혀왔기[修習] 때문이다. 따라서, 목숨을 마치고 나서 이 몸이 불에 태워지거나 묘지에 버려져서 오랫동안 바람에 불리고 햇볕에 쪼여 마침내 가루가 된다 하더라도 심(心) · 의(意) · 식(識)이 오랜 세월 동안 바른 믿음[正信]에 훈습(薰習)되었고, 계(戒) · 보시[施] · 들음[聞: 문혜, 유루혜인 3혜 중 하나] · 지혜[慧, 무루혜]에 훈습되었기 때문에 신식(神識)은 위로 올라가 안락한 곳으로 향해 갈 것이요, 미래에는 천상(天上)에 태어나게 될 것이다."
— 《잡아함경》, 제33권 제930경 〈자공경(自恐經)〉. 한문본 & 한글본

### 부파불교
부파불교의 설일체유부의 논사인 세우(世友)는 《아비달마품류족론》에서 마음[心]을 다음과 같이 정의하고 있다.
心云何。謂心意識。

此復云何。謂六識身。即眼識耳識鼻識舌識身識意識。

마음[心]이란 무엇인가? 심의식(心意識)을 말한다.

이것[심의식]은 또 무엇을 말하는가? 6식[六識身, 6가지 식]을 말한다. [6식, 즉 6가지 식이란] 곧 안식(眼識) · 이식(耳識) · 비식(鼻識) · 설식(舌識) · 신식(身識) · 의식(意識)이다.
— 《아비달마품류족론》, 제1권, 〈1. 변오사품(辯五事品)〉. 한문본 & 한글본

부파불교의 설일체유부의 교학을 비판적으로 집대성한 세친(世親: 316~396)의 《구사론》에 따르면, 심(心) · 의(意) · 식(識)은 모두 마음(즉 심왕, 즉 심법)의 다른 이름일 뿐이며 본질은 동일하다. 그리고 부파불교에 따르면 마음(즉 심왕, 즉 심법)은 1가지로 단일한 것이만 그 작동 근거에 따라 안식 · 이식 · 비식 · 설식 · 신식 · 의식의 6식(六識)으로 나뉜다.
즉, 부파불교에서는 각종 마음작용과 업을 쌓고 일으키는 집기(集起)의 작용으로서의 심(心)과, 생각하고 헤아리는 사량(思量)의 작용으로서의 의(意)와, 대상을 인식하는 요별(了別) 즉 앎 또는 분별의 작용으로서의 식(識)의 각각이 모두 마음(즉 심왕, 즉 심법) 즉 6식의 한 측면 또는 상태일 뿐이라고 보았다.
그리고 부파불교에서는 또한 다음과 같이 심(心) · 의(意) · 식(識)에 대해 해석하기도 한다.
심(心)으로 번역되는 치타(citta)에는 치트라(citra, 種種)의 뜻이 있는데, 이것은 마음(6식, 즉 심왕, 즉 심법)에는 닦고 닦지 않음에 의해 선 · 불선 · 무기 등 여러 단계의 차별이 존재한다는 것을 의미한다. 이러한 종종(種種)의 뜻에서는 마음을 심(心)이라고 한다. 그리고 종종(種種)의 뜻의 마음, 즉 심(心)은 현행하는 마음 즉 현행하는 인식의 근거가 되는 전찰나의 의근(意根)이 되어 현행하는 마음의 소의지(所依止: 의지되는 자)가 되는데, 이러한 의근(意根)의 뜻에서는 마음을 의(意)라고 부른다. 그리고 현행하는 마음 즉 현행하는 인식은 의근(意根)의 뜻의 마음, 즉 의(意)를 의지하여 현재에 나타나므로 능의지(能依止: 의지하는 자)가 되는데, 이러한 현행(現行)의 뜻에서는 마음을 식(識)이라고 부른다.

### 대승불교
대승불교에서는 심(心) · 의(意) · 식(識)이 모두 마음(즉 심왕, 즉 심법) 즉 6식의 한 측면 또는 상태일 뿐이라는 부파불교의 견해에 동의하지 않는다. 대승불교에서는 식(識)은 부파불교에서 파악한 제6식인 의식(意識)에 해당하지만 의(意)와 심(心)은 마음의 더 깊은 층으로 6식, 즉 전5식과 제6식의 다른 측면 또는 상태가 아니라 각각 제7식과 제8식으로 별도로 설정하여야 한다고 본다.
즉 대승불교에서는 마음(즉 심왕, 즉 심법)이 1가지로 단일하며 심(心: 집기) · 의(意: 사량) · 식(識: 요별)의 측면을 지니고 있다는 점에는 부파불교와 의견을 같이하지만, 마음(즉 심왕, 즉 심법)을 6식으로 나누는 부파불교와는 달리 마음(즉 심왕, 즉 심법)을 8식으로 나누어야 한다는 견해를 가지고 있다. 이에 따라, 대승불교에서는 제6식은 부파불교에서 사용하는 동일한 이름을 그대로 사용하여 의식(意識)이라 명명하지만, 제7식인 의(意)와 제8식인 심(心)에 대해서는 별도의 이름을 부여하여 각각 말나식과 아뢰야식이라 명명한다.
이를 더 자세히 설명하자면, 부파불교에서는 마음을 심 · 의 · 식 또는 6식이라고 할 때, 본래부터 6가지의 서로 다른 마음이 있는 것이 아니라고 본다. 마음은 본래 1가지로 단일한 것이지만 시각과 청각이 서로 다르듯이 그 인식의 종류에는 차별이 있는데 그 차별에 따라 6식으로 나누는 것이 편리하기에 그렇게 분류하는 것일 뿐이라고 본다. 즉 심 · 의 · 식 또는 6식의 체(體)가 하나라고 본다. 이러한 이유로 설일체유부의 5위 75법의 법체계에서 심법(心法)은 6식을 하나로 묶은 1가지의 법으로 구성되어 있다. 이에 비해 대승불교의 유식유가행파에는 마음 즉 심 · 의 · 식 또는 8식의 체(體)가 하나라는 심체일설(心體一說) 또는 식체일설(識體一說)의 견해와 심 · 의 · 식 또는 8식 각각에는 별도의 체(體)가 있다는 심체별설(心體別說) 또는 식체별설(識體別說)의 견해가 있다. 전자의 심체일설 또는 식체일설은 안혜 계통의 무상유식파(無相唯識派)의 견해이고, 후자의 심체별설 또는 식체별설은 호법 계통의 유상유식파(有相唯識派)와 중국의 법상종의 견해이다. 이러한 이유로 유식유가행파(정확히 말하면, 유상유식파)와 법상종의 5위 100법의 법체계에서 심법(心法)은 8식에 해당하는 8가지의 법으로 구성되어 있다.

#### 유식유가행파
대승불교의 유식유가행파에서는 제8식인 아뢰야식은 업의 종자(種子)를 적집하는 능력을 가지고 있으며 인연이 갖추어지면 적집된 업의 종자가 현행의 상태로 나타나게 된다고 주장하였으며 이러한 능력은 종종(種種)과 집기(集起)의 뜻으로서의 심(心)과 부합한다고 보았다. 그리고 제7식인 말나식은 종자(種子)를 적집하는 능력을 가진 아뢰야식에 대해 잘못된 생각과 헤아림을 가져 아뢰야식을 '나[我]'로 집착하는 아집(我執)을 가진다고 보았으며, 말나식의 이러한 성격은 사량(思量: 생각하고 헤아림)의 뜻으로서의 의(意)와 부합한다고 보았다. 그리고 나머지 6식, 즉 전5식과 의식(意識)은 대상을 인식하는 것이므로 요별의 뜻으로서의 식(識)과 부합한다고 보았다.
이와 같이 대승불교의 유식유가행파와 법상종에서는 아뢰야식이 심(心)에, 말나식이 의(意)에, 전5식과 제6 의식(意識)을 합한 6식이 식(識)에 해당한다고 보았다.
달리 말하면, 유식유가행파에서는 식(識)이란 시각기관 · 청각기관 · 후각기관 · 미각기관 · 촉각기관 · 사고력을 매개로 하는 6가지 인식기능, 즉 6식(六識)을 말한다. 그리고 의(意)는 이 6가지의 인식기능에 수반되는 자아의식을 의미하는데, 이 자아의식을 말나식(末那識)이라 한다. 마지막의 심(心)은 보편적인 인식기능의 근저에 있는 잠재의식을 의미하는데, 이 잠재의식을 아뢰야식(阿賴耶識)이라 한다.
그리고, 유식유가행파에서는 심(心)도 의(意)도 모두 보편적인 인식기능, 즉 넓은 의미의 식(識)의 일부로 본다. 넓은 의미의 식(識) 개념에서, 6가지 인식기능 즉 6식(六識)과 자아의식 즉 말나식(末那識)은 잠재의식인 아뢰야식(阿賴耶識)에 대하여 '현재화된 식, 현행하는 식 또는 현세적인 식'이라는 의미에서 현행식(現行識, pravṛtti-vijñāna)이라 불리거나 '아뢰야식이 전변하여 현재 나타나 있는 식'이라는 의미에서 전식(轉識)이라 불린다. "유식(唯識)"이라는 낱말에서의 식(識)은 잠재의식이 현재화된다는 것과, 현재화된 6식(六識)의 현행하는 인식과 작용뿐 아니라 그 근저에 있는 자아의식이나 잠재의식을 모두 포괄하여 식(識)이라고 한 것인데, 이러한 점은 유식학의 특징적인 사항이다.

#### 수의 혜원
수나라의 혜원(慧遠: 523~592))은 《대승기신론의소(大乘起信論義疏)》에서 유식유가행파와는 다소 다른 견해를 표명하고 있는데, 그는 제8식인 아뢰야식이 심(心)에 해당하며, 업식(業識) · 전식(轉識) · 현식(現識) · 지식(智識) · 상속식(相續識)의 5의(五意)가 제7식인 말나식을 이루고 이 말나식이 의(意)에 해당하며, 전5식과 제6 의식(意識)을 합한 6식이 식(識)에 해당한다고 보았다.

#### 신라의 원효
신라의 원효(元曉: 617~686)는 《기신론소(起信論疏)》에서 5의(五意) 중 업식(業識) · 전식(轉識) · 현식(現識)이 제8식인 아뢰야식을 이루고 이 아뢰야식이 심(心)에 해당하며, 5의(五意) 중 지식(智識)이 제7식인 말나식을 이루고 이 말나식이 의(意)에 해당하며, 5의(五意) 중 마지막 상속식(相續識)이 제6식인 의식(意識)을 이루고 이 제6 의식이 전5식과 제6 의식(意識)을 통칭하는 식(識)의 일부를 이룬다고 보았다.

#### 당의 법장
당나라의 법장(法藏: 643~712)은 《대승기신론의기(大乘起信論義記)》에서 5의(五意) 중 업식(業識) · 전식(轉識) · 현식(現識)이 제8식인 아뢰야식을 이루고 이 아뢰야식이 심(心)에 해당하며, 5의(五意) 중 나머지 지식(智識) · 상속식(相續識)이 제6식인 의식(意識)을 이루고 이 제6 의식이 전5식과 제6 의식(意識)을 통칭하는 식(識)의 일부를 이룬다고 보았다. 그리고 법장은 제7식인 말나식에 대해서는 언급하지 않았다.

#### 세친과 진제
한편, 대승불교권의 이러한 견해들과는 상이한 견해로서, 대승불교의 주요 논사들 중 한 명인 세친(世親: 316~396)의 《불성론(佛性論)》의 진제(眞諦)의 한역본의 제3권에서는 전5식과 제6 의식(意識)을 합한 6식(六識)을 심(心)에 해당시키고, 아타나식(阿陀那識) 즉 집지식(執持識)을 의(意)에 해당시키고, 아뢰야식을 식(識)에 해당시키고 있다. 지론종, 진제(眞諦) 계통의 섭론종, 그리고 천태종 등에서는 아타나식이 말나식의 별명인 것으로 보았으며, 현장(玄奘) 계통의 법상종에서는 아타나식이 아뢰야식의 별명인 것으로 보았다.

## 같이 보기
- 온 (불교)
- 연기 (불교)
- 기 (철학)
- 프라나

## 참고 문헌
- 곽철환 (2003). 《시공 불교사전》. 시공사 / 네이버 지식백과. |title=에 외부 링크가 있음 (도움말)
- 구나발타라(求那跋陀羅) 한역 (K.650, T.99). 《잡아함경(雜阿含經)》. 한글대장경 검색시스템 - 전자불전연구소 / 동국역경원. K.650(18-707), T.99(2-1). |title=에 외부 링크가 있음 (도움말)
- 권오민 (2003). 《아비달마불교》. 민족사.
- 세친 지음, 현장 한역, 권오민 번역 (K.955, T.1558). 《아비달마구사론》. 한글대장경 검색시스템 - 전자불전연구소 / 동국역경원. K.955(27-453), T.1558(29-1). |title=에 외부 링크가 있음 (도움말)
- 수산 (2007). 《아비달마불교의 심소법 연구》. 한국선학회.
- 오형근. 〈유식학과 인간성 - (3) 심의식(心意識)사상의 개요〉. 《월간불광 (125호)》. 불광출판사. 2014년 3월 17일에 원본 문서에서 보존된 문서. 2012년 10월 3일에 확인함.
- 운허.  동국역경원 편집, 편집. 《불교 사전》. |title=에 외부 링크가 있음 (도움말)
- 황욱 (1999). 《무착[Asaṅga]의 유식학설 연구》. 동국대학원 불교학과 박사학위논문.
- (중국어) 구나발타라(求那跋陀羅) 한역 (T.99). 《잡아함경(雜阿含經)》. 대정신수대장경. T2, No. 99, CBETA. |title=에 외부 링크가 있음 (도움말)
- (중국어) 星雲. 《佛光大辭典(불광대사전)》 3판. |title=에 외부 링크가 있음 (도움말)
- (중국어) 세친 조, 현장 한역 (T.1558). 《아비달마구사론(阿毘達磨俱舍論)》. 대정신수대장경. T29, No. 1558, CBETA. |title=에 외부 링크가 있음 (도움말)
- (중국어) 원휘(圓暉) (T.1823). 《구사론송소론본(俱舍論頌疏論本)》. 대정신수대장경. T41, No. 1823, CBETA. |title=에 외부 링크가 있음 (도움말)